# تولو فوت نینجا
توِلْو فوت نینجا (به انگلیسی: Twelve Foot Ninja) یک گروه موسیقی در سبک متال از شهر ملبورن در استرالیا می‌باشد. آن‌ها اولین آلبوم استودیویی خود را با نام "Silent Machine" در سال ۲۰۱۲ منتشر کردند.گروه متشکل از Kin (خواننده)، Russ (درام)، Stevic (گیتار اصلی) و Rohan (گیتار ریتم) است.این گروه برندهٔ جایزهٔ "Revolver Golden Gods" در سال ۲۰۱۴ شده (America's only hard rock music awards) و همچنین دو جایزه با رأی شنوندگان از "Liquid Metal SiriusXM" در سال قبل شدند و همچنین رکورد جهانی بیشترین سرمایه‌گذاری جمعی (crowdfunding) را برای یک موزیک ویدئو شکسته است.

## اعضای گروه

###### اعضای فعلی
Steve "Stevic" MacKay - گیتار لید
Shane "Russ" Russell - درامز
Rohan Hayes - گیتار ریتم- همخوان

###### اعضای قبلی
Damon McKinnon - گیتار بیس (۲۰۰۸-۲۰۱۹)
Nick "Kin" Etik - خواننده (۲۰۰۸-۲۰۲۲)

## آلبوم‌ها
- (۲۰۱۲)- Silent Machine
- (۲۰۱۶)- Outlier
- Vengeance -(۲۰۲۱)

### EPs
- (۲۰۰۸)-New Dawn
- (۲۰۱۰)-Smoke Bomb